# Abecedni popis agnotozoa: H

### RedHeterocyemida
Porodica Heterocyemidae priznata kao Conocyemidae